# Tibia
『Tibia』（ティビア）は、ドイツ、レーゲンスブルクの会社であるCipSoftによって運営されているMMORPG。

## 背景
Tibiaを運営するための最初のサーバが立ったのは1997年1月7日とされており、商用MMOとして最古の部類に入るウルティマオンラインに並ぶ歴史を持ち、プレイヤー数は35万人とも言われる。CipSoftの創立メンバーである4人がレーゲンスブルク大学の学生だった時に大学のコンピューター室で開発し、ゲーム内での地名人名地形には様々な小説、音楽、神話、アニメ、映画、ゲームとの関連を見ることができる。特に北欧神話とファンタジー小説の指輪物語（ロードオブザリング）に強い影響を受けた剣と魔法の世界観を持つ。
プレイヤーの国籍はヨーロッパと南米の大陸地域が中心であるが、近年ではポーランド・ブラジルのプレイヤーが急増している。国別のプレイヤー数の差にインターネット普及率、人口や国民性との明確な関連を見出す事は難しく、これは当初ドイツでそうだったように現実社会とネット社会での口コミでその存在が知られていく為だと思われる。基本プレイが無料であり、性能の低いWindowsマシンでも比較的に動作が軽いので、先進国、開発途上国、年齢を越えて様々な国籍のプレイヤーが集まっている。こういった事情から、他のMMO以上に人種、宗教、国家、民族への差別発言は厳しく罰せられる。英語が公式に認定された言語であり、パブリックチャットでそれ以外の言語を使用するとゲームマスター（GM）によりアカウントの停止措置が取られることがある。無料で参加する事ができるが、月々の料金を払いプレミアムアカウントを取得すると不動産賃借、専用エリア、特別な称号と利益を得られる上級職、専用魔法、専用アウトフィット、ギルドの設立、ログイン制限の回避等ゲーム内で様々な恩恵を受けることができる。

## システム
クライアントは2D、BGM、効果音は一切出ない。Windows版とLinux版が存在するが、Linux版のサポートは打ち切られている。ゲームサーバは、ドイツサーバ、アメリカサーバの2種類で1つのサーバの同時接続リミットは1000。なお、日本から接続する場合、アメリカサーバを選択すると回線状況がよいとされる。

## ゲーム概要
用意されている楽しみ方として、狩り、謎解きクエストがある。狩りに関しては、レベルがあり、それにスキルと装備品がプラスされてキャラクターの強さとされる。モンスターを倒して経験値と金を稼ぎ、レベルとスキルを上げ、より良い装備品を揃える。ナイト・パラディン・ドルイド・ソーサラーの四つの職業があり、どれを選択するかによってキャラクターの性格が決まり、死ぬと総経験値の1割と荷物の全てを失う。